# Woolleys Fettschwanz-Beutelmaus
Woolleys Fettschwanz-Beutelmaus (Pseudantechinus woolleyae) ist eine Beuteltierart aus der Gattung der Fettschwanz-Beutelmäuse.
Pseudantechinus woolleyae ist die größte Art dieser Gattung. Das Fell ist am Rücken braun und am Bauch eher gelbbraun, hinter den Ohren sind kastanienbraune Flecken. Der Schwanz ist abgeflacht. 
Diese Beutelmaus lebt in Western Australia in der Region Pilbara und südlich davon. Ihr Lebensraum sind felsige Regionen, die mit Akazien oder Spinifex bewachsen sind. Die Art wird von der IUCN als ungefährdet (least concern) gelistet, was aber als veraltet gilt.

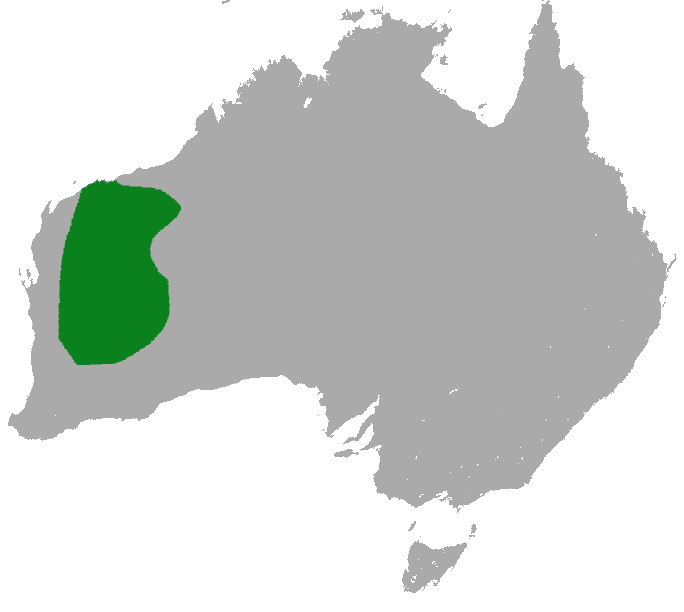
Verbreitungskarte von Pseudantechinus woolleyae

Wie über viele andere Vertreter der Fettschwanz-Beutelmäuse ist über ihr Verhalten kaum etwas bekannt. Im Gegensatz zu anderen Fettschwanz-Beutelmausarten können sie sich nicht nur in einem einzigen Jahr fortpflanzen. Die Jungtiere werden zwischen September und Oktober geboren, mit zehn Monaten erreichen sie die Geschlechtsreife.
Woolleys Fettschwanz-Beutelmaus wurde erst 1988 erstbeschrieben, vorher galt die Art als konspezifisch mit Pseudantechinus macdonnellensis. Das Artepitheton woolleyae ehrt Dr. Patricia Woolley, eine australische Zoologin. Die Systematik ist allerdings nicht restlos geklärt, durch die Hereinnahme von P. woolleyae und P. bilarni könnte die Gattung Pseudantechinus paraphyletisch geworden sein.